# Lista encyklik papieża Piusa XII
Lista encyklik papieża Piusa XII. Papież Pius XII wydał 40 encyklik papieskich.
| Nr  | Tytuł                         | Tytuł                                 | Temat                                                                                          | Data                 | Tekst       |
| Nr  | Łacina                        | Polskie tłumaczenie                   | Temat                                                                                          | Data                 | Tekst       |
| --- | ----------------------------- | ------------------------------------- | ---------------------------------------------------------------------------------------------- | -------------------- | ----------- |
| 1.  | Summi Pontificatus            | "O najwyższym pontyfikacie"           | O solidarności ludzkiej i państwie totalitarnym                                                | 20 października 1939 | (Polski)    |
| 2.  | Sertum Laetitiae              | "Korona radości"                      | W 150 rocznicę powstania Kościoła katolickiego w USA                                           | 1 listopada 1939     | (Angielski) |
| 3.  | Saeculo Exeunte Octavo        |                                       | W 800-lecie niepodległości Portugalii                                                          | 13 czerwca 1940      | (Angielski) |
| 4.  | Mystici Corporis Christi      | "O Mistycznym Ciele Chrystusa"        | O Mistycznym Ciele Chrystusa i Kościele                                                        | 29 czerwca 1943      | (Polski)    |
| 5.  | Divino Afflante Spiritu       | "Pod natchnieniem Ducha Świętego"     | O Piśmie Świętym                                                                               | 30 września 1943     | (Polski)    |
| 6.  | Orientalis Ecclesiae          | "Kościoła Wschodniego"                | O Św. Cyrylu                                                                                   | 9 kwietnia 1944      | (Angielski) |
| 7.  | Communium Interpretes Dolorum | "Interpretacja wspólnego bólu"        | Na zakończenie II wojny światowej                                                              | 15 kwietnia 1945     | (Angielski) |
| 8.  | Orientales Omnes Ecclesias    | Wszystkie Kościoły Wschodnie"         | 250 lat przyłączenia Kościoła Greckokatolickiego do Rzymu                                      | 23 grudnia 1945      | (Angielski) |
| 9.  | Quemadmodum                   | Podobnie jak                          | O bezzwłocznej pomocy na rzecz dzieci cierpiących niedostatek                                  | 6 stycznia 1946      | (Polski)    |
| 10. | Deiparae Virginis Mariae      | "Bogarodzicy Dziewicy Maryi"          | Czy powinniśmy definiować Wniebowzięcie?                                                       | 1 maja 1946          | (Angielski) |
| 11. | Fulgens Radiatur              | "Bijące światło"                      | O Św. Benedykcie                                                                               | 21 marca 1947        | (Angielski) |
| 12. | Mediator Dei                  | "Pośrednik Boga"                      | O liturgii świętej                                                                             | 20 listopada 1947    | (Polski)    |
| 13. | Optatissima Pax               | "Upragniony pokój"                    | O publicznych modlitwach o pokój                                                               | 18 grudnia 1947      | (Polski)    |
| 14. | Auspicia Quaedam              |                                       | O publicznych modlitwach w intencji pokoju na świecie i o rozwiązanie konfliktu w Palestynie   | 1 maja 1948          | (Angielski) |
| 15. | In Multiplicibus Curis        | "Wśród wielu trosk"                   | O modlitwach o pokój w Palestynie                                                              | 24 października 1948 | (Angielski) |
| 16. | Redemptoris Nostri Cruciatus  | "Pasja naszego zbawcy"                | O miejscach świętych w Palestynie                                                              | 15 kwietnia 1949     | (Angielski) |
| 17. | Anni Sacri                    | "O jublieuszu Roku Świętego"          | O zwalczaniu ateistycznej propagandy w świecie                                                 | 12 marca 1950        | (Angielski) |
| 18. | Summi Maeroris                | "Z największym bólem"                 | Wezwanie do modlitwy o pokój                                                                   | 19 lipca 1950        | (Angielski) |
| 19. | Humani generis                | "O pochodzeniu rodzaju ludzkiego"     | Teoria ewolucji a rozwój Kościoła                                                              | 12 sierpnia 1950     | (Angielski) |
| 20. | Mirabile Illud                | "Ta wspaniałość"                      | Krucjata modlitw o pokój                                                                       | 6 grudnia 1950       | (Angielski) |
| 21. | Evangelii Praecones           | "Misjonarski trud"                    | O wspieraniu misji katolickich                                                                 | 2 czerwca 1951       | (Angielski) |
| 22. | Sempiternus Rex Christus      | "Chrystus, wieczny Król"              | O Soborze w Chalcedonie                                                                        | 8 września 1951      | (Angielski) |
| 23. | Ingruentium Malorum           | "Zbliżające się zło"                  | O odmawianiu Różańca                                                                           | 15 września 1951     | (Angielski) |
| 24. | Doctor Mellifluus             | "Słodki Doktor", "Doktor miodopłynny" | O Św. Bernardzie z Clairvaux                                                                   | 24 maja 1953         | (Angielski) |
| 25. | Fulgens Corona                | "Promieniująca korona"                | Ogłoszenie Roku Maryjnego w stulecie dogmatu o Niepokalanym Poczęciu                           | 8 września 1953      | (Polski)    |
| 26. | Sacra Virginitas              | "Święte Dziewictwo"                   | O świętym dziewictwie                                                                          | 25 marca 1954        | (Polski)    |
| 27. | Ecclesiae Fastos              | "Historia Kościoła"                   | O Św. Bonifacym                                                                                | 5 czerwca 1954       | (Angielski) |
| 28. | Ad Sinarum Gentem             | "Do narodu chińskiego"                | Ponadnarodowość Kościoła                                                                       | 7 października 1954  | (Angielski) |
| 29. | Ad Caeli Reginam              | "Do Królowej Niebios"                 | O godności królewskiej Maryi                                                                   | 11 października 1954 | (Polski)    |
| 30. | Musicae Sacrae                | "O muzyce sakralnej"                  | O muzyce sakralnej                                                                             | 25 grudnia 1955      | (Polski)    |
| 31. | Haurietis Aquas               | "Zaczerpnijcie wody"                  | O nabożeństwie do Najświętszego Serca                                                          | 15 maja 1956         | (Polski)    |
| 32. | Luctuosissimi Eventus         | "Bolesne wydarzenia"                  | O modlitwie w intencji zamieszek na Węgrzech                                                   | 28 października 1956 | (Angielski) |
| 33. | Laetamur Admodum              | "Cieszymy się bardzo"                 | Wezwanie do modlitwy o pokój, wobec zamieszek w Poznaniu, na Węgrzech i na Środkowym Wschodzie | 1 listopada 1956     | (Angielski) |
| 34. | Datis Nuperrime               |                                       | Potępienie bezprawnego użycia siły na Węgrzech                                                 | 5 listopada 1956     | (Angielski) |
| 35. | Fidei Donum                   | "Dar wiary"                           | O stanie misji katolickich, szczególnie w Afryce                                               | 21 kwietnia 1957     | (Angielski) |
| 36. | Invicti athletae Christi      | "Niezwyciężony bohater Chrystusowy"   | O Św. Andrzeju Boboli                                                                          | 16 maja 1957         | (Polski)    |
| 37. | Le Pèlerinage de Lourdes      | "Pielgrzymka do Lourdes"              | Ostrzeżenie przed materializmem w stulecie objawień w Lourdes                                  | 2 lipca 1957         | (Polski)    |
| 38. | Miranda Prorsus               | "Zachwycające wprost"                 | O środkach masowego przekazu: filmie, radiu i telewizji                                        | 8 września 1957      | (Angielski) |
| 39. | Meminisse Iuvat               | "Dobrze jest pamiętać"                | Modlitwy za prześladowany Kościół                                                              | 14 lipca 1958        | (Angielski) |
| 40. | Ad Apostolorum Principis      | "U księcia Apostołów"                 | O komunizmie i Kościele w Chinach                                                              | 29 czerwca 1958      | (Angielski) |